# Untere Au (Naturschutzgebiet)

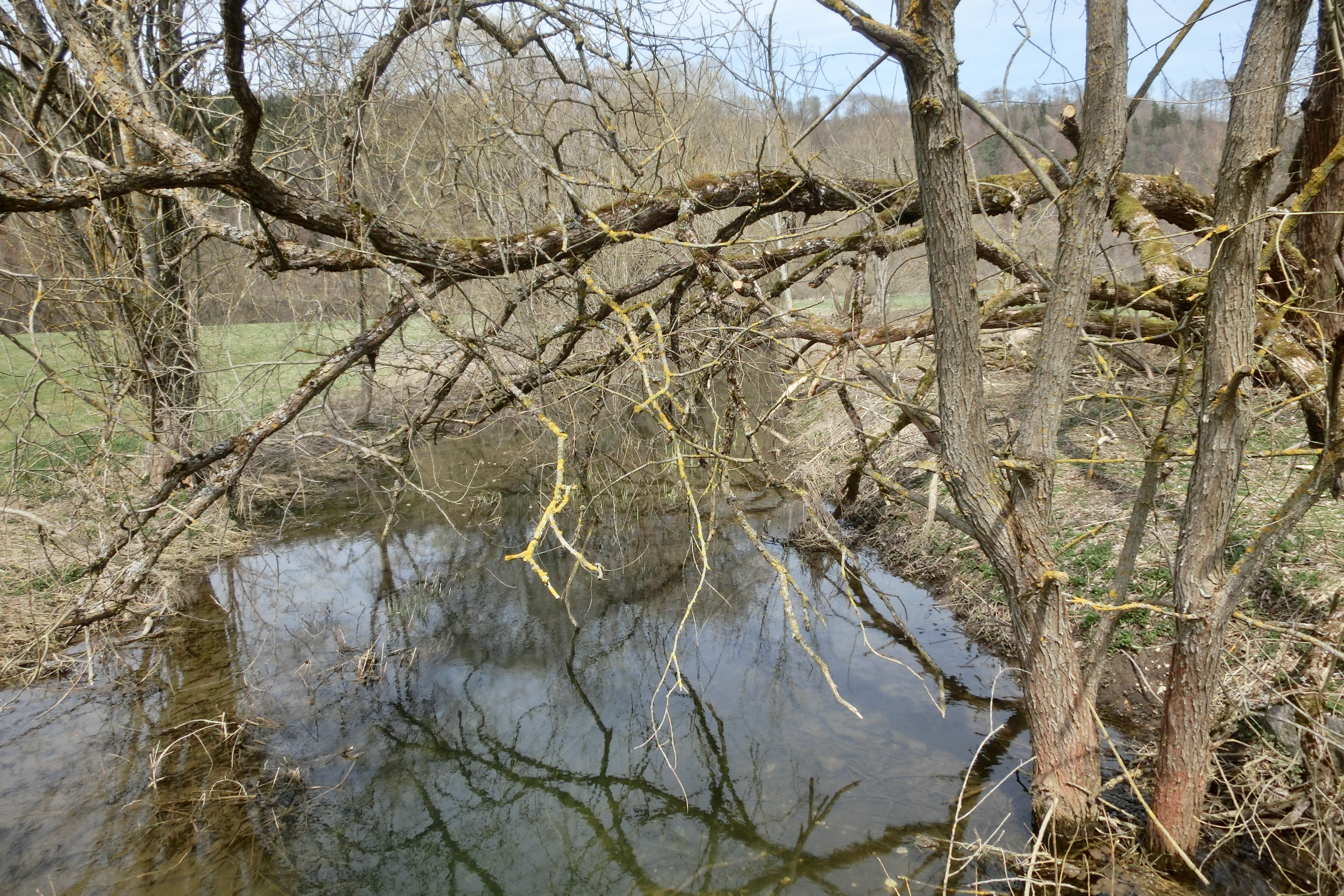

Das Gebiet Untere Au ist ein mit Verordnung vom 26. Juni 1992 des Regierungspräsidiums Tübingen ausgewiesenes Naturschutzgebiet (NSG-Nummer 4.205) im Westen der baden-württembergischen Stadt Sigmaringen im Landkreis Sigmaringen in Deutschland.

## Beschreibung
Beschrieben wird das Gebiet als „naturnaher Donaualtarm mit unterschiedlich strukturierten Uferzonen mit Gehölzbeständen als Lebensraum für zahlreiche Tier- und Pflanzenarten“.

## Lage
Das 20 Hektar große Naturschutzgebiet Untere Au gehört naturräumlich zur Baaralb und zum Oberen Donautal. Es liegt rund zweieinhalb Kilometer südwestlich der Sigmaringer Stadtmitte auf der Gemarkung „Laiz“, nördlich der Landesstraße 277, der Bahnstrecke Tübingen–Sigmaringen und der Donau, auf einer Höhe von rund 570 m ü. NN.

## Entstehung
Bei der Unteren Au handelt sich um eine alte Donauschlinge, die durch den Bau der Bahnlinie um 1870 von der Donau abgetrennt wurde und heute den größten Altarm im Oberlauf der Donau bis Ulm darstellt. Durch einen kleinen Graben hat der Altarm im Westen noch Verbindung zur Donau und wird von einigen schwachen Quellen aus dem Prallhang gespeist.

## Schutzzweck
Wesentlicher Schutzzweck ist die Erhaltung und die Optimierung des naturnahen Stillgewässers mit seinen angrenzenden unterschiedlich strukturierten Uferzonen sowie dem prallhangseitigen Gehölzbestand als Lebensraum für zahlreiche gefährdete Tier- und Pflanzenarten. Die dem Donau-Altarm vorgelagerten landwirtschaftlich genutzten Flächen sollen als Pufferzone dienen, um negative Einflüsse auf das Stillgewässer zu verhindern.

### Partnerschutzgebiete
Das Gebiet Untere Au ist umschlossen vom Landschaftsschutzgebiet „Donau- und Schmeiental“ (4.37.036) und Teil sowohl des FFH-Gebiets „Oberes Donautal zwischen Beuron und Sigmaringen“ (7920342), des Vogelschutzgebiets „Südwestalb und Oberes Donautal“ (7820441) als auch des Naturparks Obere Donau.

## Flora und Fauna

### Flora
Das gleithangseitige Ufer des Altarms ist mit einem lückenhaften Weidengürtel bestanden, stellenweise ist eine Schilfzone und ein vorgelagerter Teichampferbestand ausgebildet. Das äußere Ufer ist steil und geht unmittelbar in den Laubmischwald der Böschung über.
Folgende, nach Ordnungen sortierte Arten (Auswahl) sind im Naturschutzgebiet erfasst:
- Asternartige (Asterales)

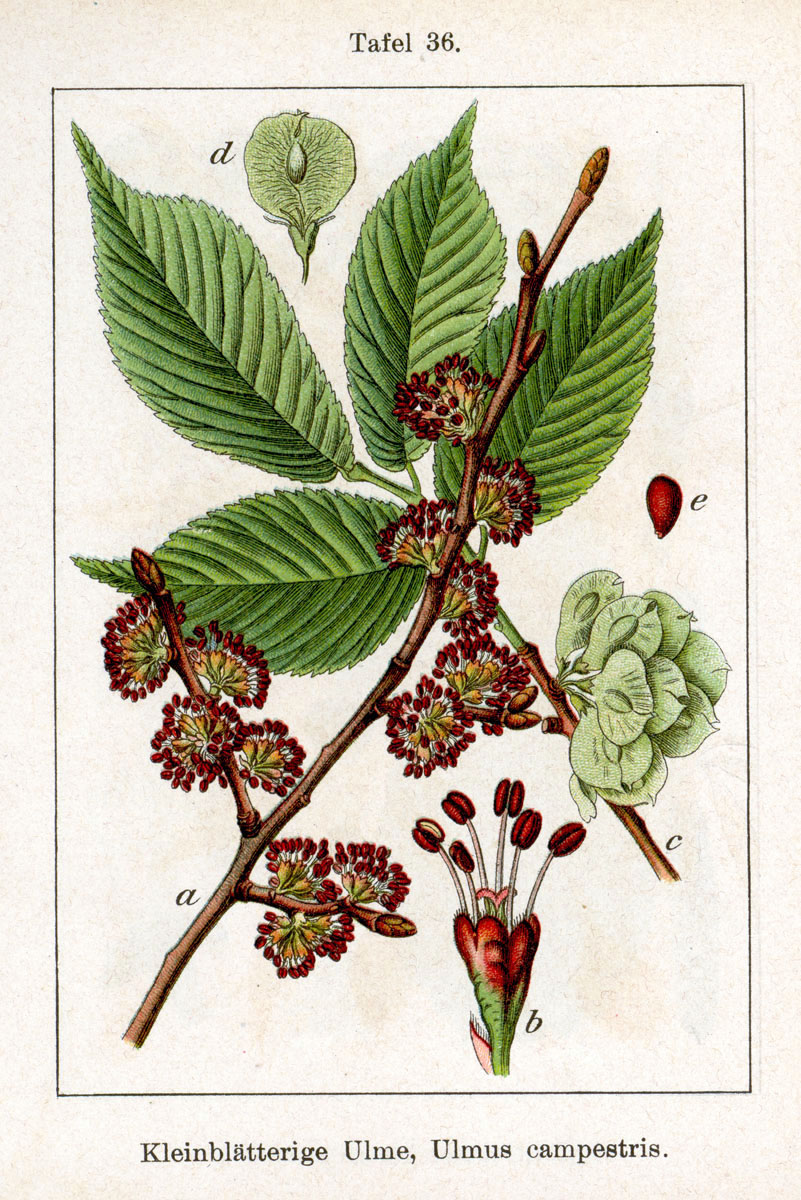
Feldulme

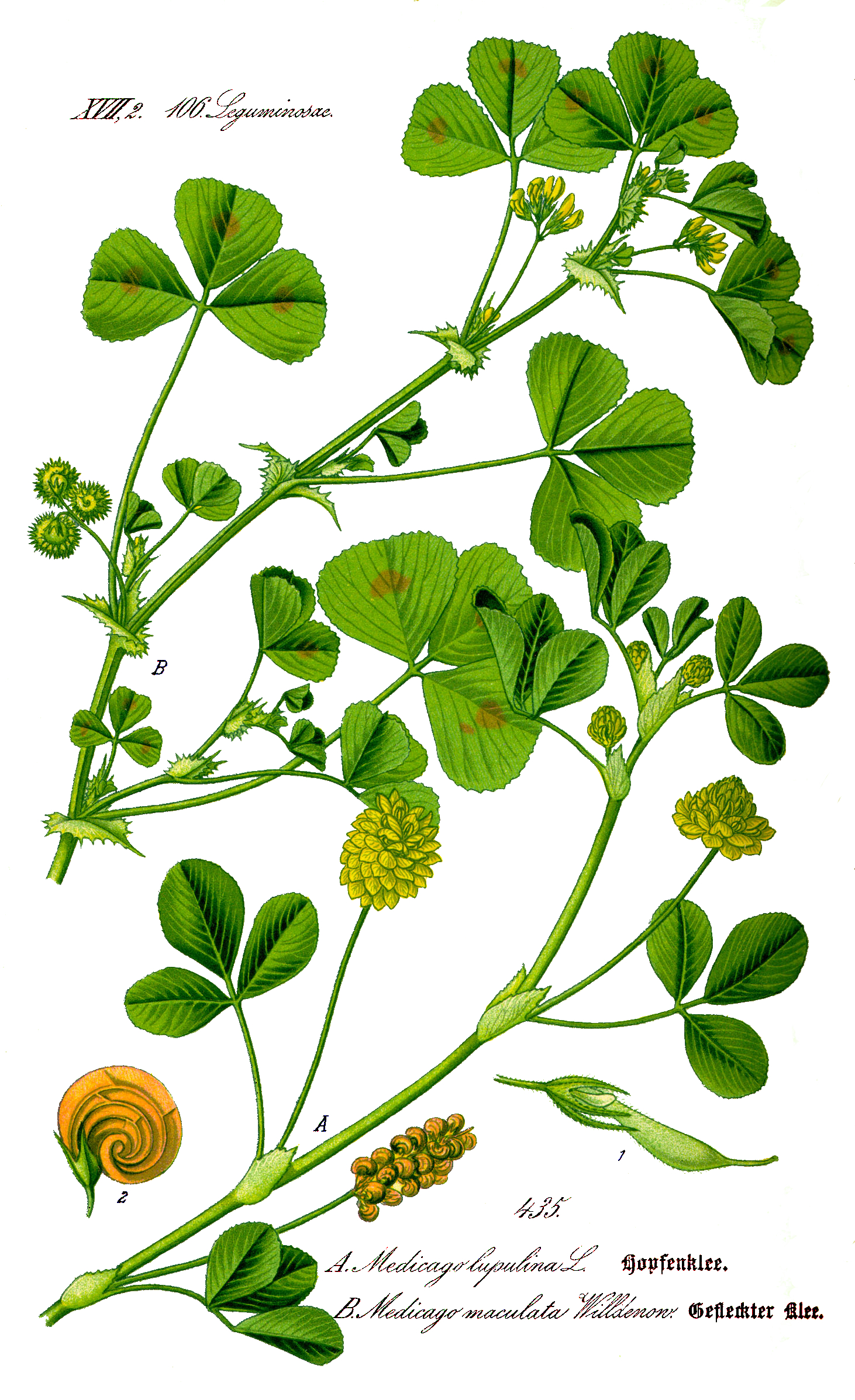
Hopfenklee

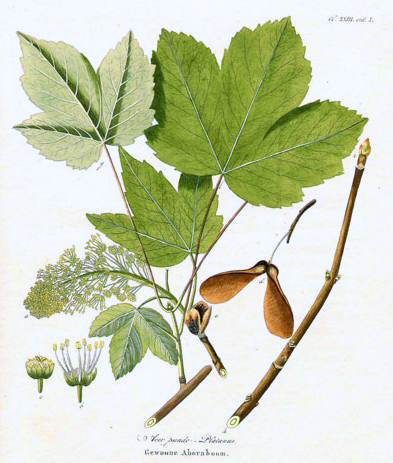
Berg-Ahorn

  - Breitblättrige Glockenblume (Campanula latifolia)
  - Gemeine Schafgarbe oder Gewöhnliche Schafgarbe (Achillea millefolium)
  - Nesselblättrige Glockenblume (Campanula trachelium)
  - Rundblättrige Glockenblume (Campanula rotundifolia)
- Doldenblütlerartige (Apiales)
  - Sichelblättriges Hasenohr (Bupleurum falcatum)
- Hahnenfußartige (Ranunculales)
  - Gelbe Wiesenraute (Thalictrum flavum)
- Kardenartige (Dipsacales)
  - Wolliger Schneeball (Viburnum lantana)
- Kreuzblütlerartige (Brassicales)
  - Knoblauchsrauke (Alliaria petiolata)
- Lippenblütlerartige (Lamiales)
  - Blauer Wasser-Ehrenpreis (Veronica anagallis-aquatica)
  - Ufer-Wolfstrapp (Lycopus europaeus)
  - Verkannter Wasserschlauch (Utricularia australis)
- Malpighienartige (Malpighiales)
  - Wunder-Veilchen (Viola mirabilis)
- Malvenartige (Malvales)
  - Sommerlinde (Tilia platyphyllos)
- Nachtschattenartige (Solanales)
  - Bittersüßer Nachtschatten (Solanum dulcamara)
- Rosenartige (Rosales)
  - Eingriffeliger Weißdorn (Crataegus monogyna)
  - Feldulme (Ulmus minor); siehe Illustration
  - Gemeiner Odermennig (Agrimonia eupatoria)
  - Große Brennnessel (Urtica dioica)
- Schmetterlingsblütenartige (Fabales)
  - Hopfenklee (Medicago lupulina); siehe Illustration
- Seifenbaumartige (Sapindales)
  - Berg-Ahorn (Acer pseudoplatanus); siehe Illustration
  - Feldahorn (Acer campestre), auch Maßholder genannt
- Spindelbaumartige (Celastrales)
  - Gewöhnlicher Spindelstrauch (Euonymus europaeus)
- Süßgrasartige (Poales)
  - Ästiger Igelkolben (Sparganium erectum)
  - Nickendes Perlgras (Melica nutans)
  - Wiesen-Goldhafer (Trisetum flavescens)

### Fauna
Der Laizer Donaualtarm bietet Nahrungsgrundlage und Lebensraum für Amphibien, Libellen, andere Insekten und Vögel. Er beherbergt trotz vieler Beeinträchtigungen noch einige seltene, auf der „Roten Liste Baden-Württembergs“ als gefährdet geführte, Tierarten.
Im Naturschutzgebiet sind unter anderem acht Heuschrecken- (Orthoptera), zwölf Schmetterlings- (Lepidoptera) und 22 Libellenarten (Odonata) bestimmt.

#### Insekten
- Großlibellen (Anisoptera)
  - Blaugrüne Mosaikjungfer (Aeshna cyanea)
  - Blutrote Heidelibelle (Sympetrum sanguineum)
  - Braune Mosaikjungfer (Aeshna grandis)
  - Falkenlibelle oder auch Gemeine Smaragdlibelle (Cordulia aenea)
  - Gefleckte Smaragdlibelle (Somatochlora flavomaculata)
  - Gemeine Heidelibelle (Sympetrum vulgatum)
  - Glänzende Smaragdlibelle (Somatochlora metallica)
  - Große Heidelibelle (Sympetrum striolatum)
  - Große Königslibelle (Anax imperator)
  - Großer Blaupfeil (Orthetrum cancellatum)
  - Herbst-Mosaikjungfer (Aeshna mixta)
  - Plattbauch (Libellula depressa)
  - Vierfleck (Libellula quadrimaculata)
- Kleinlibellen (Zygoptera)
  - Frühe Adonislibelle (Pyrrhosoma nymphula)
  - Gebänderte Prachtlibelle (Calopteryx splendens)
  - Gemeine Becherjungfer (Enallagma cyathigerum)
  - Gemeine Binsenjungfer (Lestes sponsa)
  - Gemeine Winterlibelle (Sympecma fusca)
  - Große Pechlibelle (Ischnura elegans)
  - Großes Granatauge (Erythromma najas)
  - Hufeisen-Azurjungfer (Coenagrion puella)
  - Weidenjungfer (Chalcolestes viridis)
- Kurzfühlerschrecken (Caelifera)
  - Gemeiner Grashüpfer (Chorthippus parallelus)
  - Große Goldschrecke (Chrysochraon dispar)
  - Kleine Goldschrecke (Chrysochraon brachyptera)
  - Nachtigall-Grashüpfer (Chorthippus biguttulus)
  - Rote Keulenschrecke (Gomphocerus rufus)
- Langfühlerschrecken (Ensifera)
  - Grünes Heupferd (Tettigonia viridissima)
  - Roesels Beißschrecke (Metrioptera roeselii)
  - Zwitscherschrecke (Tettigonia cantans)
- Schmetterlinge (Lepidoptera)
  - Argus-Bläuling (Plebejus argus)
  - Brauner Waldvogel (Aphantopus hyperantus), auch als Schornsteinfeger bezeichnet
  - Großes Ochsenauge (Maniola jurtina)
  - Hauhechel-Bläuling (Polyommatus icarus)
  - Kleiner Perlmuttfalter (Issoria lathonia)
  - Kleines Wiesenvögelchen (Coenonympha pamphilus)
  - Landkärtchen (Araschnia levana)
  - Mädesüß-Perlmuttfalter oder Violetter Silberfalter (Brenthis ino)
  - Schachbrett oder Damenbrett (Melanargia galathea)
  - Schwalbenschwanz (Papilio machaon)
  - Wachtelweizen-Scheckenfalter (Melitaea athalia)
  - Zitronenfalter (Gonepteryx rhamni)

#### Vögel
- Gänsevögel (Anseriformes)
  - Höckerschwan (Cygnus olor), Krickente (Anas crecca) und Stockente (Anas platyrhynchos)
- Kranichvögel (Gruiformes)
  - Blässhuhn (Fulica atra), Teichralle (Gallinula chloropus) und Wasserralle (Rallus aquaticus)
- Lappentaucherartige (Podicipediformes)
  - Zwergtaucher (Tachybaptus ruficollis)
- Rackenvögel (Coraciiformes)
  - Eisvogel (Alcedo atthis), die einzige in Mitteleuropa vorkommende Art aus der Familie der Eisvögel (Alcedinidae)
- Schreitvögel (Ciconiiformes)
  - Graureiher (Ardea cinerea)
- Sperlingsvögel (Passeriformes)
  - Rohrammer, auch Rohrspatz, (Emberiza schoeniclus), Sumpfrohrsänger (Acrocephalus palustris) und Teichrohrsänger (Acrocephalus scirpaceus)